# Jackyl
I Jackyl sono un gruppo musicale heavy metal statunitense formatosi nel 1990 ad Atlanta (Georgia).
Nati sulle scie stilistiche degli AC/DC e Lynyrd Skynyrd, riuscirono a farsi strada nell'epoca buia dei primi anni novanta, proprio in contemporanea all'esplosione del grunge. Nonostante il dominio del nuovo fenomeno musicale, il gruppo ottenne, grazie al debutto discografico, un enorme successo negli States, tanto da superare oltre i due milioni di copie. Il declino del quintetto si presentò nei metà anni 90 a causa dell'abbandono da parte della major Geffen.

## Storia
La band viene fondata nel 1990 in Atlanta, Georgia composta dal cantante Jesse James Dupree, il chitarrista Jeff Worley, il batterista Chris Worley, il bassista Tom Bettini ed il chitarrista Jimmy Stiff. Presto il gruppo venne notato dal A&R della Geffen Records John Kalodner che concluse un accordo col quintetto a Los Angeles nell'aprile 1992. Dopo neanche un mese vennero completate le sessioni del debutto, che ebbero luogo ai Rumbo Studios di Canoga Park in California. Il disco omonimo Jackyl, venne pubblicato sotto la produzione di Brendan O'Brien (Uncle Green, Stone Temple Pilots tra gli altri) lo stesso anno. Questo si ritrovò ad incidere nella classifica di Billboard statunitense, combattendo contro l'esplosione grunge, e raggiungendo la posizione n. 76, risultando una delle poche hair metal band in grado di fronteggiare il recente fenomeno musicale di Seattle. Negli States, l'omonimo ottenne il doppio platino dopo aver venduto oltre due milioni di copie grazie ai singoli estratti "When Will It Rain", "I Stand Alone", "Down on Me" e "The Lumberjack", dove spicca un insolito e originale assolo di motosega. Il gruppo infatti si fece notare per le bizzarre esibizioni; Dupree era solito ad indossare un perizoma con davanti una testa di gallo giocattolo durante il brano "She Love's My Cock" (giocando sul doppio senso dove "Cock" sta a significare sia gallo che il membro maschile), o ad adoperare una motosega elettrica durante le esibizioni dal vivo. La motosega divenne presto il marchio di fabbrica della band, adoperata da Dupree dal vivo anche per tagliare sgabelli o scrivanie. Fu anche per questo motivo che non si aggiudicarono il ruolo di gruppo spalla ai Lynyrd Skynyrd rifacendosi di supporto a Ted Nugent. Ulteriori date li videro al fianco di Damn Yankees e Slaughter. Nel 1993 il loro brano "Mental Masturbation" venne incluso nella compilation The Beavis & Butt-head Experience, che raccoglieva diverse hit apparse nelle puntate di Beavis & Butthead; questo disco ottenne il triplo platino.

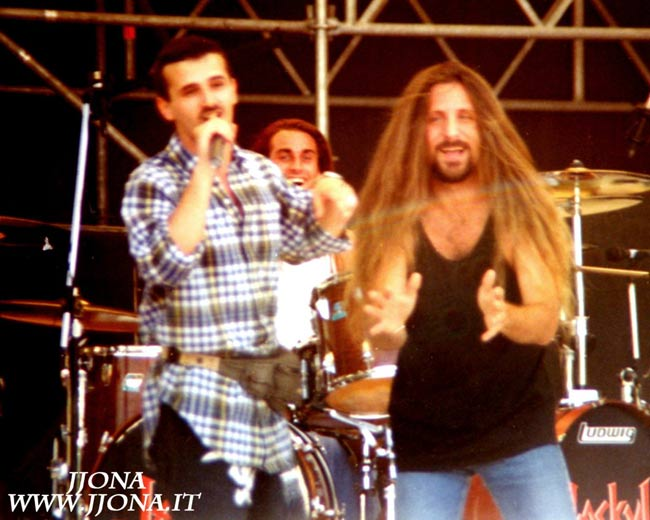
Jackyl in concerto

Il disco successivo, Push Comes to Shove, venne pubblicato nel 1994 e prodotto dal noto Bruce Fairbairn (Loverboy, Aerosmith, Blue Öyster Cult, Bon Jovi, AC/DC e molti altri). Anche questo seguito vendette bene, superando il milione di copie e guadagnando il disco d'oro, a seguito di intensivi tour al fianco di giganti come Kiss, ZZ Top e Aerosmith. Realmente la Geffen si disse contro la promozione del gruppo a causa della brutta reputazione che si erano costruiti, tutto ciò causò al quintetto un calo popolarità, che provocò lo slittamento in posizioni più basse nelle classifiche. La band si esibì anche al concerto Woodstock '94 a Saugerties, New York di fronte a 325.000 spettatori nell'agosto di quell'anno. La loro traccia "Headed For Destruction" venne inoltre inclusa nel album raccolta Woodstock '94, che ottenne il doppio platino.
Dopo i diverbi con la Geffen, i Jackyl decisero di abbandonare la major firmando un contratto con la Mayhem Records. Seguì la pubblicazione del primo live album, Night of the Living Dead nel 1996, distribuito solamente in Europa. Dopo neanche un anno, il gruppo sciolse il contratto con la label rivolgendosi alla Epic Records grazie al A&R John Kalodner. I Jackyl tornarono sulle scene nel 1997 con la pubblicazione del singolo "Locked And Loaded", una traccia composta da Dupree assieme al cantante degli AC/DC Brian Johnson che partecipò inoltre ai backing vocals della traccia stessa. Curiosamente fu la prima volta che Johnson collaborò e registrò materiale con un'altra band da quando era entrato negli AC/DC. Il singolo precedette l'uscita del terzo album Cut the Crap, prodotto da Mike Frazer (AC/DC, Metallica) e mixato da Kevin Shirley (Silverchair, Aerosmith). Il disco venne supportato dalle radio dedicate alla musica rock, ma non riuscì ad ottenere una rilevante popolarità, dato il costante dominio del grunge e dell'alternative rock in genere. Seguirono alcune date al Livestock VII festival in Florida nel primo 1997 dove vennero raggiunti da Brian Johnson in persona che cantò live assieme Jesse Dupree il brano "Locked And Loaded". Dupree e Johnson si erano conosciuti già nel 1993 ma l'idea di comporre un brano assieme emerse appena nel febbraio 1997.
Ancora una volta i Jackyl si ritrovarono in contrasto con una major e, passati alla piccola label Shimmer Tone Recording Company, pubblicarono nel 1998 la raccolta di b-side Stayin' Alive. Il disco, venne prodotto ancora una volta da Mike Fraser e conteneva diverse cover, ovvero "Live Wire" degli AC/DC, "Gimme Back My Bullets" dei Lynyrd Skynyrd e "Nobody's Fault" degli Aerosmith, ed in aggiunta alcune tracce live. La copertina vedeva raffigurata la mascotte della band nella classica posa di John Travolta nel film omonimo. In contemporanea, la Geffen pubblicò una raccolta della band intitolata Choice Cuts, che conteneva inoltre le reinterpretazioni inedite "We're An American Band" dei Grand Funk Railroad e "I Am The Walrus" dei Beatles. I Jackyl finirono poi nel "Guinness Book of World Records" due volte, essendo stati nominati "The Hardest Working Band in Rock 'N' Roll" (la band che ha lavorato più duro nella storia del rock & roll) per aver eseguito 100 show in 50 giorni e 21 show in 24 ore. Quest'ultima prodezza venne svolta in Texas. Gli show di giorno sarebbero durati 45 minuti mentre di sera tra i 90 e i 120 minuti. Jesse James Dupree si dedicò alla carriera solista nel 2000 pubblicando l'album Foot Fetish. Nel frattempo Jeff e Chris Worley fondarono il gruppo Super V. mentre il bassista Tom Bettini diede vita ai N2O e successivamente ai Cattleaxe.
La formazione dei Jackyl in occasione dei tour estivi del 2001 era composta da Dupree alla voce e chitarra, Jeff Worley alla chitarra, il bassista Roman Glick e Chris Worley dietro i tamburi. Ancora una volta il cantante degli AC/DC Brian Johnson contribuì alla composizione di un brano; si trattava di "Kill The Sunshine" che venne incluso nel quinto disco autofinanziato intitolato Relentless. Nel 2004 vide la luce il live album Live at the Full Throttle Saloon sia in formato CD che DVD per la Sanctuary Records. Questo concerto venne registrato durante l'estate del 2003 al Sturgis Bike Rally in Dakota del Sud. Nel luglio 2007 la band partecipa al 'Rocklahoma' festival, al fianco di molte altre storiche hair band degli anni 80.

## Formazione

### Formazione attuale
- Jesse James Dupree - voce, chitarra
- Jeff Worley - chitarra
- Roman Glick - basso
- Chris Worley - batteria

### Ex componenti
- Thomas Bettini - basso
- Jimmy Stiff - chitarra

## Discografia
Album in studio
- 1992 - Jackyl
- 1994 - Push Comes to Shove
- 1997 - Cut the Crap
- 2002 - Relentless
- 2010 - When Moonshine and Dynamite Collide
- 2012 - Best in Show
- 2016 - Rowyco
- 2022 - Jackyl 30 Coming In Hot

Live
- 1996 - Night of the Living Dead
- 2004 - Live at the Full Throttle Saloon

Raccolte
- 1998 - Stayin' Alive
- 1998 - Choice Cuts
- 2003 - 20th Century Masters - The Millennium Collection: The Best of Jackyl